# BMW S54

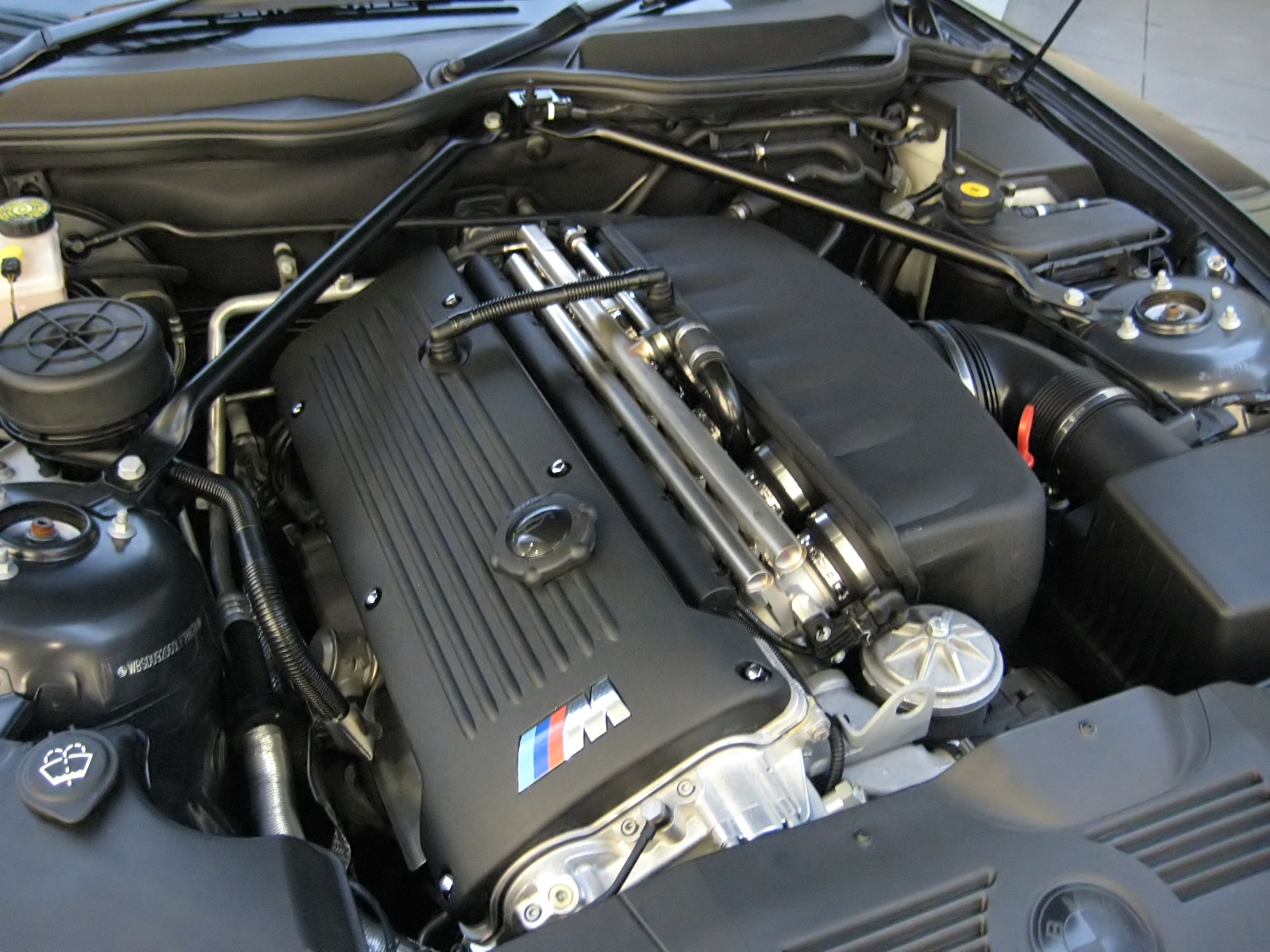
BMW S54B32

BMW S54 är en sexcylindrig radmotor på 3,2 liter som utvecklades av BMW och användes år 2000 och användes fram till 2006 i M3 och Z4. Den är en vidareutveckling av den tidigare S52-motorn och var en av de första motorerna från BMW att använda dubbel variabel ventiltiming (VANOS).
Motorn kunde utveckla 343 hästkrafter vid 7 900 varv per minut och ett vridmoment på 365 Nm vid 4&nbsp900 varv per minut. 